# خانه مادری‌ام مرداب
خانه مادری‌ام، مرداب فیلمی مستند به کارگردانی و تهیه کنندگی مهرداد اسکویی محصول ۱۳۷۸ است. این مستند در جشنواره آمستردام شرکت کرده‌است و در چند جشنواره داخلی و خارجی برنده جایزه شده‌است. همچین توانسته بیش از ۲۰ جایزه از ساخت فیلم‌های مستند را کسب کند. جایزهٔ بهترین فیلم مستند جشنواره ZIFF ونکوور کانادا، جایزهٔ بزرگ جشنواره‌های مارماداک ایتالیا، آوری فرانسه، اولین جشنواره کارگردانان جوان سونی و جشنواره فیلم‌های مستقل بارسلون جوایزی کسب کرده‌است.

## خلاصهٔ فیلم
خانه مادری ام مرداب روایت گر قصه پیرزنی است که در یکی از مرداب‌های شمالی کشور با دخترش زندگی می‌کند و از طریق ماهیگیری زندگیشان را می‌چرخانند. است در این فیلم تلاش‌هایی که این زن برای زندگی کردن می‌کند به نمایش گذاشته شده‌است. زن سرپرست خانوار این فیلم تنهاست. نه فامیلی در کنارش هست و نه همسایه‌ای. این زن نمونه‌هایی از زنانی است که در ایران به هر دلیل ممکنی سرپرست شده‌اند و باید گلیم خود و دیگران را از آب بیرون بکشند.

## جشنواره‌ها
- جشنوارهٔ فیلم «مدیاوی»، مجارستان، ۲۶ آوریل تا ۶ مه، ۲۰۰۷،[۶]
- جشنواره بین‌المللی میراث مشترک اقوام حاشیه دریای خزر، تاجیکستان، ۲۰۰۶[۷]
- سومین جشنواره فیلم‌های فرهنگ ایران باستان، ونکور، کانادا، ۲۰۰۴[۸]
- جشنواره بین‌المللی فیلم‌های مستند «نووسیبریک»، روسیه، ۲۰۰۵[۹]
- چهاردهمین جشنواره بین‌المللی فیلم کوتاه انیمیشن و موسیقی «Media Wave»، گیور، مجارستان، ۲۰۰۴[۱۰]
- یازدهمین جشنوارهٔ بین‌المللی فیلم کوتاه «آلترناتیو»، رومانی، ۲۰۰۳[۱۱]
- جشنوارهٔ فیلم‌های تلویزیونی خارجی «گلوبال تیوب»، نیویورک، ۲۰۰۳[۱۲]
- چهاردهمین جشنواره بین‌المللی فیلم‌های مستند آمستردام، هلند، ۲۰۰۰[۱۳]
- جشنوارهٔ «INPUT 2001» کیپ تاون، آفریقای جنوبی، ۲۰۰۰[۱۴]
- جشنواره بین‌المللی دو سالانه فیلم‌های مستند «یاماگاتا»، ژاپن، ۲۰۰۱[۱۵]
- جشنواره فیلم کوتاه تهران، ایران، ۱۳۸۳[۱۶]
- نخستین جشنواره آثار برگزیده سینمای مستند ایران، ۱۳۸۱[۱۷]
- نخستین جشنوارهٔ «زن و سینما» چهارمحال و بختیاری، ایران، ۱۳۸۱[۱۸]
- اولین جشنواره دو سالانه فیلم «میلاد کوثر- زن»، مشهد، ایران، ۱۳۷۹

## جوایز
- جایزه بهترین فیلم مستند «ZIFF»، ونکور، کانادا، ۲۰۰۴[۳]
- جایزهٔ بزرگ جشنواره‌های مار ماداک «MAREMMAdoc»، ایتالیا، ۲۰۰۰[۱۹]
- در فهرست بهترین فیلم‌های تاریخ چهارده ساله از پانزدهمین جشنواره بین‌المللی فیلم کوتاه انیمیشن و موسیقی «Media Wave»، گیور، مجارستان، ۲۰۰۴[۲۰]
- جایزه جام سرو بلورین زیف از سومین جشنواره فیلم‌های فرهنگ ایران باستان، ونکور، کانادا، ۲۰۰۴[۸]
- جایزه نخل زرین از نخستین جشنوارهٔ آثار برگزیده سینمای مستند ایران، ۱۳۸۱[۲۱]
- نشان خرس نقره‌ای از جشنواره بین‌الملل «EBENSEE»، اتریش، ۲۰۰۰[۲۲]
- تندیس دیپلم افتخار بهترین فیلم مستند و دیپلم ویژه تماشاگران با عنوان فیلم منتخب جشنواره جشنواره‌های فیلم‌های مستند ایتالیا، ۲۰۰۰[۲۳]
- جایزه بزرگ هیئت داوران از جشنواره بین‌المللی فیلم «EVERY»، فرانسه، ۲۰۰۳[۲۲]
- دریافت نشان نقره از بیست و نهمین جشنواره ملل اتریش، ابنزه، ۲۰۰۱[۲۴]
- جایزهٔ بزرگ هیئت داوران از جشنوارهٔ زنان ایران، اروی، فرانسه، ۲۰۰۳[۲۵]
- تندیس نخل زرین برای حضور در جشنواره‌های معتبر جهانی از اولین جشنواره فیلم مستند، ارگ بم، کرمان، ایران، ۱۳۸۱
- جایزه بهترین کارگردانی در جشنواره «مستند کیش»، ایران، ۱۳۸۰[۱۹]
- لوح تقدیر و بهترین کارگردانی در جشنواره زن و روستا، تهران، ایران، ۱۳۸۰[۲۶]
- دیپلم افتخار به عنوان بهترین فیلم بخش حرفه‌ای از شانزدهمین جششنواره بین‌المللی سینمای جوان ایران، تهران، ۱۳۷۸
- دیپلم افتخار بهترین کارگردانی بعلاوه تندیس جشنواره از اولین جشنواره دو سالانه فیلم «میلاد کوثر»، مشهد، ایران، ۱۳۷۹
- کاندیدای بهترین فیلم مستند از جشن ملی خانه سینما، تهران، ایران، ۱۳۷۹
- دریافت مدال صلیب سرخ جهانی برای به تصویر کشیدن آدم بشری از دومین جشنوارهٔ منطقهٔ فیلم وارش، مازندران، ایران، ۱۳۷۹
- دیپلم افتخار به همراه تندیس جشنواره عنوان بهترین کارگردان مستند از دومین جشنواره فیلم مستند کیش، ایران، ۱۳۷۹
- دیپلم افتخار به همراه تندیس جشنواره به عنوان مستند برتر از اولین جشنوارهٔ ملی فیلم زن «عذار»، تهران، ایران، ۱۳۸۰
- لوح افتخار به عنوان فیلمساز برگزیده جشنواره‌های جهانی توسط رأی دانشجویان از اولین جشنوارهٔ سینما جوان، تهران، ایران، ۱۳۸۰